# Gerlachfalva
Gerlachfalva (szlovákul Gerlachov, németül Gerlsdorf) község Szlovákiában, az Eperjesi kerület Poprádi járásában.

## Fekvése
Poprádtól 8 km-re északnyugatra fekszik.

## Nevének eredete
Nevét a szepesszombati Gerlach bíró neve után kapta. A név ógermán eredetű.

## Története
A falu a Máriássy-család erdős birtokán keletkezett. Oklevél 1336-ban „Gerlachfewlde”, 1379–ben „Gerlachfalu” néven említi. Határában egykor aranyat bányásztak, de lakói pásztorkodással, vászonszövéssel is foglalkoztak. 1787-ben 44 házában 380 lakos élt.
A 18. század végén Vályi András így ír róla: „GERLAGFALVA. Gerlsdorf. Német, és tót falu Szepes Vármegyében, földes Ura Márjásy Uraság, lakosai katolikusok, ’s leg inkább ’s vásznat készítenek, fekszik a’ Karpat hegye alatt, legelője elég, fája mind a’ féle, a’ Szent Györgyi hegynek szomszédságában, határjának harmad része jó némű; de tekintvén több részének soványasságát, második Osztálybéli”.
1828-ban 133 háza volt 987 lakossal.
Fényes Elek 1851-ben kiadott geográfiai szótárában így ír a faluról: „Gerlachfalva, (Gerlsdorf), tót falu, Szepes vmegyében, egy felemelkedett helyen, a Kárpátok tövében: 44 kath., 533 evang., 4 zsidó lak., kik főképen gyolcsszövésből s fejéritésből élnek, mellyet legszebben tudnak véghezvinni egész Szepességen. Határa igen sovány, s rakva van apró kavicsokkal. F. u. a Márjássy nemzetség. Ut. p. Lucsivna”.
1876-ban a falu csaknem teljesen leégett. Határából keletkezett Tátraszéplak település. A trianoni diktátumig Szepes vármegye Szepesszombati járásához tartozott.

## Népessége
| Év:            | 1994. | 2004.    | 2014.   | 2024.   |
| -------------- | ----- | -------- | ------- | ------- |
| Emberek száma: | 704   | 796      | 830     | 864     |
| Eltérés:       |       | +13,06 % | +4,27 % | +4,09 % |

| Év:            | 2023. | 2024.   |
| -------------- | ----- | ------- |
| Emberek száma: | 867   | 864     |
| Eltérés:       |       | -0,34 % |

1910-ben 580-an, többségében szlovák anyanyelvűek lakták, jelentős magyar kisebbséggel.
2011-ben 809 lakosából 712 szlovák volt.
2021-ben 835 lakosából 42 (+22) cigány, 1 (+2) ruszin, 1 (+1) magyar, 737 (+16) szlovák, 8 egyéb és 46 ismeretlen nemzetiségű volt.

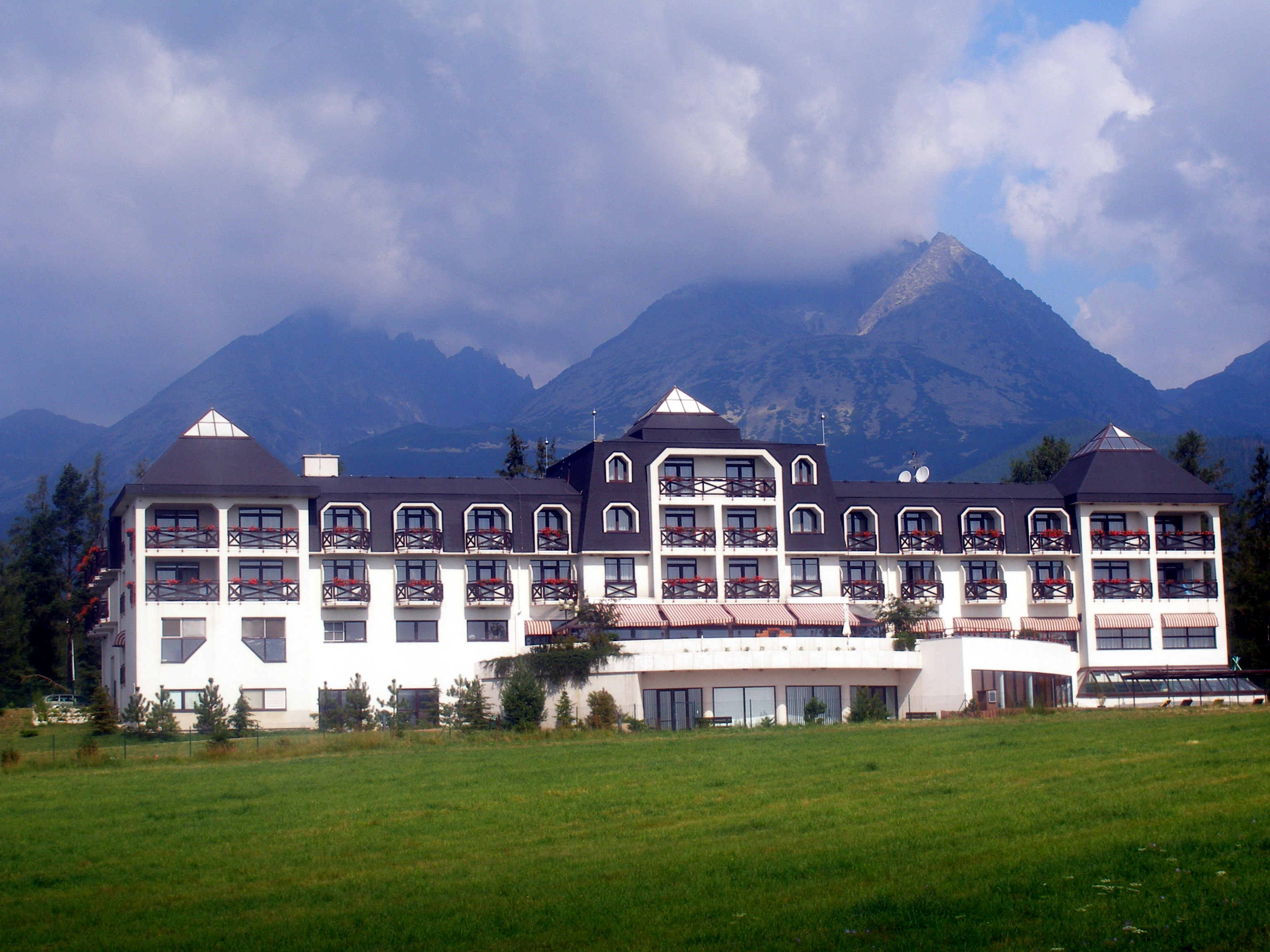
A Hubert Szálloda épülete

## Nevezetességei
- Nagy kiterjedésű határához tartozott a Magas-Tátra és Szlovákia legmagasabban fekvő pontja (Gerlachfalvi-csúcs, 2655 m), amely a faluról kapta a nevét, egyben a történelmi Magyarország területének legmagasabb hegycsúcsának számított.
- Szent Kereszt Felmagasztalása templomából csak romok maradtak fenn.
- Római katolikus temploma a 13. század második feléből származik, de a 18. században átépítették.
- Evangélikus temploma 1800-ban épült klasszicista stílusban.